# اتحاد الشبيبة الديمقراطي العراقي
اتحاد الشبيبة الديمقراطي العراقي يدعى أيضاً الشبيبة، يوجد في العراق وهو منظمة شبابية ديمقراطية اجتماعية طوعية تتبنى وتدافع عن حقوق واهداف شبيبة العراق بغض النظر عن معتقداتهم الدينية والفكرية والسياسية وانتماءاتهم القومية. تأسس عام15/10/1951 من قبل مجموعة من الشباب في العراق من أجل حرية الشبيبة العراقية
منظمة مهنية شبابية ديمقراطية تؤمن بقيم الدولة المدنية ذات توجه تقدمي يساري مهمته تفعيل الشباب وتعزيز طاقاتهم و امكانياتهم ورفع مستوى الوعي لديهم.